# Kenzo Suzuki (astronomo)
| 3165 Mikawa        | 31 agosto 1984    |
| 3178 Yoshitsune    | 21 novembre 1984  |
| 3533 Toyota        | 30 ottobre 1986   |
| 3733 Yoshitomo     | 15 gennaio 1985   |
| 3828 Hoshino       | 22 novembre 1986  |
| 4035 Thestor       | 22 novembre 1986  |
| 4037 Ikeya         | 2 marzo 1987      |
| 4212 Sansyu-Asuke  | 28 settembre 1987 |
| 4374 Tadamori      | 31 gennaio 1987   |
| 4445 Jimstratton   | 15 ottobre 1985   |
| 4488 Tokitada      | 21 ottobre 1987   |
| 4538 Vishyanand    | 10 ottobre 1988   |
| 4541 Mizuno        | 1º gennaio 1989   |
| 4604 Stekarstrom   | 18 settembre 1987 |
| 4748 Tokiwagozen   | 20 novembre 1989  |
| 4941 Yahagi        | 25 ottobre 1986   |
| 4945 Ikenozenni    | 18 settembre 1987 |
| 4998 Kabashima     | 5 novembre 1986   |
| 5240 Kwasan        | 7 dicembre 1990   |
| 5482 Korankei      | 27 febbraio 1990  |
| 5507 Niijima       | 21 ottobre 1987   |
| 5592 Oshima        | 14 novembre 1990  |
| (5724) 1986 WE     | 22 novembre 1986  |
| (5843) 1986 UG     | 30 ottobre 1986   |
| 6444 Ryuzin        | 20 novembre 1989  |
| (6448) 1991 CW     | 8 febbraio 1991   |
| (6967) 1991 VJ3    | 11 novembre 1991  |
| 7237 Vickyhamilton | 3 novembre 1988   |
| 7298 Matudaira-gou | 26 novembre 1992  |
| (7518) 1989 FG     | 29 marzo 1989     |
| (8351) 1989 EH1    | 10 marzo 1989     |
| (9547) 1985 AE     | 15 gennaio 1985   |
| 9865 Akiraohta     | 3 ottobre 1991    |
| 10725 Sukunabikona | 22 novembre 1986  |
| (11478) 1985 CD    | 14 febbraio 1985  |
| (11867) 1989 TW    | 4 ottobre 1989    |
| (14357) 1987 UR    | 22 ottobre 1987   |
| (16408) 1986 AB    | 11 gennaio 1986   |
| (19138) 1989 EJ1   | 10 marzo 1989     |
| (23456) 1989 DB    | 26 febbraio 1989  |
| (26830) 1990 BB    | 17 gennaio 1990   |
| (32775) 1986 WP2   | 29 novembre 1986  |

Kenzo Suzuki (鈴木憲蔵?, Suzuki Kenzo; Toyota, 1950) è un astronomo giapponese.

## Biografia
Prolifico scopritore di asteroidi, il Minor Planet Center gli accredita la scoperta di 42 asteroidi, effettuate tra il 1984 e il 1992, di cui 7 in collaborazione con Toshimasa Furuta, 34 in collaborazione con Takeshi Urata ed una in autonomia.
L'asteroide 5526 Kenzo è così chiamato in suo onore.
Collabora colla Variable Star Observers League in Japan, le sue osservazioni sono contrassegnate col codice Skm.
Da non confondere col quasi omonimo astronomo Shōhei Suzuki o con gli astrofili Shigenori Suzuki e Masayuki Suzuki.